# Karin Ageman
Karin Charlotta Ageman, född 2 juli 1899 i Stockholm, död 20 mars 1950 i Stockholm, var en svensk konsthantverkare och reklam- och bokkonstnär. 
Karin Ageman bedrev konststudier vid Högre konstindustriella skolan i Stockholm. På ett stipendium från Svenska slöjdföreningen genomförde hon studieresor till Paris 1926 och Italien 1929. 
Karin Ageman var en mångsidig konstnär hon tecknade bland annat affischer, formgav tapeter, tryckta textilier, bokband och diplom för Nobelpristagare 1928 och 1929. Hon medverkade i ett flertal internationella utställningar, bland annat Svenska affichtecknares utställning i Galerie Modern 1936, Parisutställningen 1937 och New York-utställningen 1939 där hon även formgav den svenska delen av utställningskatalogen. 
Hon var anställd vid Esselte-reklams ateljé och Sveriges litografiska tryckerier 1928–1936, då hon slutade för att starta en egen ateljé. Hon anställdes som lärare i reklam och bokkonst vid Konstfackskolan 1945. Karin Ageman är begravd på Norra begravningsplatsen utanför Stockholm.